# David Malet Armstrong
David Malet Armstrong (8 de julio de 1926-13 de mayo de 2014), conocido a menudo como D. M. Armstrong, fue un filósofo australiano. Es bien conocido por su trabajo sobre la metafísica y la filosofía de la mente, y por su defensa de una ontología factualista, una teoría funcionalista de la mente, una epistemología externalista y una concepción necesaria de las leyes de la naturaleza. fue elegido Miembro Honorario Extranjero de la Academia Americana de las Artes y las Ciencias en 2008.
Keith Campbell dijo que las contribuciones de Armstrong a la metafísica y epistemología «ayudaron a dar forma a la agenda y los términos de debate de la filosofía», y que el trabajo de Armstrong «siempre se preocupó por elaborar y defender una filosofía que sea ónticamente económica, sinóptica y compatible con los resultados establecidos por las ciencias naturales».

## Vida y carrera
Después de estudiar en la Universidad de Sídney, Armstrong obtuvo un B. Phil en la Universidad de Oxford y un doctorado en la Universidad de Melbourne. Enseñó en el Birkbeck College en 1954-55, luego en la Universidad de Melbourne desde 1956-63. En 1964, se convirtió en Challis Professor of Philosophy en la Universidad de Sídney, donde permaneció hasta su jubilación en 1991. Durante su carrera, fue profesor visitante en varias instituciones como Yale, Stanford, Universidad de Notre Dame, Universidad de Texas en Austin y el Franklin and Marshall College.
En 1974, cuando el departamento de Filosofía de la Universidad de Sídney se dividió en dos departamentos -el Departamento de Filosofía General y el Departamento de Filosofía Tradicional y Moderna- Armstrong se unió a este último junto con David Stove y Keith Campbell, mientras que el antiguo departamento buscó políticas más radicales y impartió cursos sobre marxismo y feminismo. Los dos departamentos se reunificaron en el año 2000.
Para conmemorar el 50 aniversario de la designación de Armstrong en la Challis Chair of Philosophy en la Universidad de Sídney, la revista Quadrant le hizo un homenaje (originalmente escrito en 1991) por David Stove y una reseña del trabajo de Armstrong realizado por Andrew Irvine.

## Pensamiento filosófico
La filosofía de Armstrong es ampliamente naturalista. En Boceto para una metafísica sistemática, Armstrong afirma que su sistema filosófico se basa en «la suposición de que todo lo que existe es el mundo del tiempo espacial, el mundo físico como decimos». Justifica esto diciendo que el mundo físico «parece obviamente existir» mientras que otras cosas «parecen mucho más hipotéticas». De esta suposición fundamental fluye un rechazo de los objetos abstractos, incluidas las formas platónicas.
Armstrong en su desarrollo como filósofo fue influenciado por John Anderson, David Lewis, y J. J. C. Smart, así como por Ullin Lugar, Herbert Feigl, Gilbert Ryle y G. E. Moore. Armstrong ha colaborado con C. B. Martin en una colección de ensayos críticos sobre la obra de John Locke y George Berkeley.
La filosofía de Armstrong, si bien es sistemática, no dedica tiempo a cuestiones sociales o éticas, y tampoco intenta desarrollar una filosofía del lenguaje. Una vez describió su lema como "Pon la semántica lo último" y, en Universals & Scientific Realism, refuta un argumento a favor de la teoría de formas de Platón que se basa en la semántica al describir "una larga pero, creo, en general" tradición desacreditable que trata de resolver cuestiones ontológicas sobre la base de consideraciones semánticas".

## Metafísica

### Universales
En metafísica, Armstrong defiende la idea de que existen universales (aunque no existen universales platónicos). Esos universales coinciden con las partículas fundamentales de las que nos habla la ciencia. Armstrong describe su filosofía como una forma de realismo científico.
Los universales de Armstrong son "escasos": no todos los predicados tendrán una propiedad acompañante, sino solo aquellos que son considerados básicos por la investigación científica. La última ontología de universales solo se realizaría con la finalización de la ciencia física. La masa sería, pues, un universal. Armstrong se da cuenta de que necesitaremos referirnos y usar propiedades que no son consideradas universales en su ontología dispersa, por ejemplo, ser capaces de referirse a algo que es un juego (para usar el ejemplo de las Investigaciones filosóficas de Wittgenstein). Armstrong luego sugiere que existe una relación de superveniencia entre estas propiedades de segundo orden y los universales ontológicamente auténticos que nos da la física.
La teoría de Armstrong de los universales trata las relaciones como si no tuvieran una dificultad ontológica particular, se las puede tratar de la misma manera que las propiedades no relacionales. La forma en que la teoría de universales de Armstrong trata las relaciones con diversas cualidades ha sido planteada como un problema por Fraser MacBride. MacBride argumenta que puede haber relaciones donde el número de términos en la relación varía según las instancias. La respuesta de Armstrong es afirmar una teoría que él describe como el Principio de Invariancia Instantal, en donde la adicidad de las propiedades es esencial e invariante. Según Armstrong, las relaciones complejas que parecen desafiar el principio no son ontológicamente reales, sino que son propiedades de segundo orden que pueden reducirse a propiedades más básicas que se suscriben al Principio de Invariancia Instantal.
Armstrong rechaza las listas nominalistas de propiedades que intentan alinear propiedades simplemente con clases. La coextensión es un problema al que se enfrentan: si las propiedades son simplemente clases, en un mundo donde todas las cosas azules están también mojadas, los nominalistas son incapaces de establecer una distinción entre la propiedad de ser azul y estar mojado. Él proporciona una analogía al argumento en Euthyphro: decir que los electrones son electrones porque son parte de la clase de electrones que pone el carro antes que el caballo. Son parte de la clase de electrones porque son electrones.
En opinión de Armstrong, los nominalismos también pueden ser criticados por producir una teoría de la realidad falsa. Los objetos tienen estructura: tienen partes, esas partes están hechas de moléculas, que a su vez están formadas por átomos que están en relación uno con el otro, que a su vez están formados por partículas subatómicas, etc. La falsedad también amenaza a los universales platónicos: una instancia particular de un universal en un mundo de universales platónicos se convierte en una cuestión de duda teniendo una relación con un universal en otra parte (en el cielo platónico, por ejemplo), en lugar de tener una relación interna en el camino que un elemento químico hace a un átomo constituyente.
Armstrong rechaza aún más los nominalismos que niegan que las propiedades y las relaciones existan en la realidad porque sugiere que este tipo de nominalismos, refiriéndose específicamente a lo que él llama nominalismo de clase, y semejanza de nominalismo, postulan pertenencias primitivas a clase o semejanza. Esta resulta de una regresión perversa para ambos tipos de nominalismos, sugiere Armstrong, motivando así su sistema basado en estados de cosas que une propiedades postulando un lazo primitivo de instanciación basado en un ontología factual, llamada estado de las cosas.
En términos del origen de la visión de Armstrong de los universales, dice que su visión de los universales es un "territorio relativamente inexplorado", pero apunta al documento de 1970 de Hilary Putnam On Properties como un posible precursor. También dice que "Platón en sus últimas obras, Aristóteles y los Realistas Escolásticos se adelantaron a la filosofía contemporánea en esta materia, aunque se vieron obstaculizados por el retraso relativo de la ciencia y la metodología científica de su época".

### Estados de las cosas
La idea central de la filosofía de Armstrong es la idea de los estados de las cosas ("hechos" en la terminología de Russell): en Boceto para una metafísica sistemática, Armstrong afirma que los estados de las cosas son "las estructuras fundamentales en la realidad". Un estado de las cosas aproximado es una instanciación de un particular y un universal: un estado de las cosas podría ser que existe un átomo particular, instanciando un universal (digamos, que es de un elemento químico particular, si los elementos químicos son finalmente aceptados como parte de los universales de Armstrong). Los detalles en la ontología de Armstrong deben tener al menos un carácter universal: del mismo modo que rechaza los universales que se han desinstalado, también rechaza los "datos sin propiedad".
Armstrong argumenta que los estados de las cosas son cosas distintas en ontología porque son más que la suma de sus partes. Si alguna cosa particular a tiene una relación no simétrica R con otra b particular, entonces R (a, b) difiere de R (b, a). Puede ser el caso que R (a, b) exista en el mundo pero R (b, a) no. Sin estados de las cosas que ejemplifiquen los particulares y universales (incluidas las relaciones), no podemos dar cuenta de la verdad de un caso y la falsedad del otro.

### Leyes de la naturaleza
La teoría de Armstrong de los universales le da las bases para entender las leyes de la naturaleza como relaciones entre universales, un recuento no humano de las leyes de la naturaleza propuesto independientemente por Armstrong, Michael Tooley, y Fred Dretske.  Este relato postula que las relaciones entre universales son hacedores de verdad para las afirmaciones sobre leyes físicas, y es realista, ya que acepta que las leyes de la naturaleza son una característica del mundo y no solo una forma de hablar del mundo. Armstrong identifica las leyes como contenidas entre universales en lugar de particulares, ya que una descripción de leyes que involucran solo detalles en lugar de universales no explicaría adecuadamente cómo operan las leyes de la naturaleza en el caso de contrafactuales.
Para ilustrar la teoría, Stephen Mumford da el ejemplo de que todos los cuervos son negros. Bajo la teoría de Armstrong, Tooley y Dretske, existe una relación de necesidad entre el cuervo universal y la negrura, en lugar de una relación con cada cuervo. Esto permite la explicación de las leyes de la naturaleza que no se han instanciado. Mumford cita el ejemplo frecuentemente utilizado del pájaro moa: "Se supone que todos los pájaros de esta especie extinta murieron a una edad temprana, aunque no debido a nada en su composición genética. Por el contrario, murieron principalmente debido a algún virus que acabó con la población. Un pájaro podría haber escapado del virus solo para ser comido por un depredador el día antes de su quincuagésimo cumpleaños ". Bajo la teoría de Armstrong, Tooley y Dretske, tal coincidencia no sería una ley de la naturaleza.

### Disposiciones
Armstrong rechaza el disposicionalismo, la idea de que las propiedades de disposición (o poderes a los que a veces se refieren) son ontológicamente significativas y tienen un papel importante en la explicación de las leyes de la naturaleza. Armstrong cree que el desafío que presenta el disposicionalismo para su explicación de las leyes de la naturaleza no es en el caso de las disposiciones manifestadas (por ejemplo, un vaso que cae en el suelo y se rompe) sino disposiciones no manifestadas (el hecho de que de caer el vidrio contra  el suelo, se rompería). Armstrong simplemente afirma que la disposición está simplemente en la naturaleza de las propiedades instanciadas de la cosa que se supone que tiene la disposición.

### La verdad y los hacedores de la verdad
En cuanto a la verdad, Armstrong sostiene lo que él describe como una "versión maximalista" de la teoría del hacedor de la verdad: él cree que cada verdad tiene un hacedor de la verdad, aunque no necesariamente existe un mapeo uno a uno entre la verdad y el hacedor de la verdad. La posibilidad de una a muchas relaciones entre verdades y hacedores de la verdad es una característica que Armstrong cree que permite a la teoría de los hacedores de la verdad responder algunas de las críticas dirigidas a las viejas teorías de la verdad (de las cuales él cree que la teoría de los hacedores de la verdad es una versión mejorada). Las verdades negativas tienen creadores de la verdad en la argumentación de Armstrong: da el ejemplo de una pared pintada de verde. La pared pintada de verde es una verdad para la proposición de que no está pintada de blanco y la proposición de que no está pintada de rojo y así sucesivamente.
La dificultad de proporcionar una explicación adecuada de los hacedores de la verdad para los eventos del pasado es una de las razones que Armstrong da para rechazar el presentismo: la opinión de que solo existe el presente (otra razón es la incompatibilidad de tal visión con la relatividad especial). Los presentadores, argumenta Armstrong, deben o bien negar que los hacedores de la verdad son necesarios para las declaraciones sobre el pasado, o explicarlas "postulando creadores de la verdad bastante extraños".

## Filosofía de la mente
Armstrong fue un estricto fisicalista y funcionalista de la mente. En su libro A Materialist Theory of the Mind (1968) intentó desarrollar sistemáticamente una visión materialista reduccionista de la mente. Según él, los procesos mentales se producen por efectos físicos y que "el ser humano no es más que un mecanismo fisicoquímico". Stephen Mumford dijo que A Materialist Theory of Mind de Armstrong "representa una declaración autorizada del materialismo australiano y fue, y sigue siendo, una pieza fundamental de la filosofía".

### Teoría de la identidad
Basándose en los trabajos de Ullin Place y J. J. C. Smart desarrolló su teoría de la identidad. Armstrong afirmó que los estados mentales son físicos del cerebro y sistema nervioso. De igual forma que Gilbert Ryle, creía que los fenómenos mentales tenían una conexión lógica con el comportamiento. Él clasifica ciertas experiencias, como el dolor, más que un proceso neurofisiológico, siendo una "entidad contingente" que no puede aplicarse en todos los "mundos posibles".
Armstrong no aceptó el conductismo y en su lugar defendió una teoría a la que se refirió como la "teoría del estado central", que identifica los estados mentales con el estado del sistema nervioso central. En Una teoría materialista de la mente , aceptó que existen estados mentales como la conciencia, pero afirmó que pueden explicarse como fenómenos físicos. Armstrong atribuye su adopción de la teoría del estado central al trabajo de J. J. C. Smart, específicamente el artículo Sensaciones y procesos cerebrales, y rastrea el linaje desde allí hasta el artículo ¿Es la conciencia un proceso cerebral? de Ullin Place.

## Epistemología
La visión del conocimiento de Armstrong es que las condiciones de conocimiento se satisfacen cuando se tiene una creencia verdadera y justificada a la que se llega a través de un proceso confiable: es decir, que la creencia fue causada por algún factor en el mundo externo (de ahí la etiqueta de externalismo). Armstrong usa la analogía de un termómetro: cuando un termómetro cambia para reflejar la temperatura del entorno en el que se encuentra, también deben hacerlo las creencias si se forman de manera confiable. La conexión entre el conocimiento y el mundo externo, para Armstrong, es una relación nomológica (es decir, una relación de la ley de la naturaleza). Aquí, la visión de Armstrong es muy similar a la de Alvin Goldman y Robert Nozick. Las intuiciones que conducen a este tipo de externalismo condujeron a Alvin Plantinga hacia una teoría del conocimiento que agregó la necesidad de sistemas cognitivos "que funcionen correctamente" que operan de acuerdo con un plan de diseño.

### Creencias
Sobre la cuestión de la relación entre las creencias y el conocimiento, Armstrong defiende una "débil aceptación" de la condición de creencia, a saber, que si se puede decir que una persona sabe algo p, él o ella cree en p. En un artículo para la Sociedad aristotélica, Armstrong rechaza una serie de argumentos lingüísticos para rechazar la condición de creencia que sostiene que uno puede tener conocimiento sin tener fe porque un uso común de la palabra "creencia" implica falta de conocimiento. Armstrong da el ejemplo de si le preguntas a un hombre en una estación de ferrocarril si el tren acaba de salir y él dice "yo creo que sí", tomarías de esto que él no lo sabe.
Armstrong también argumenta que las creencias contradictorias muestran que existe una conexión entre las creencias y el conocimiento. Da el ejemplo de una mujer que ha descubierto que su esposo está muerto, pero no puede creer que su esposo esté muerto. Ella cree y no cree que su marido haya muerto: simplemente sucede que una de sus dos creencias está justificada, es cierta y satisface algunas condiciones de conocimiento.
Armstrong presenta una respuesta a la versión modificada de Colin Radford del ejemplo del "examinador desconfiado". Al estudiante se le pregunta cuándo murió la reina Isabel I, y él vacilantemente responde "1603" y no muestra confianza en su respuesta, ya que olvidó que en algún momento anterior, estudió historia inglesa. Radford presenta esto como un ejemplo de conocimiento sin creencia. Pero Armstrong difiere en esto: el examinado no confiado tiene la creencia de que la reina Isabel I murió en 1603, él sabe que ella murió en 1603, pero no sabe que lo sabe. Armstrong rechaza el Principio KK: que para saber algo p, uno debe saber que uno sabe p. El rechazo de Armstrong del Principio KK es consistente con su proyecto externo más amplio.

### Libros
- Berkeley's Theory of Vision. Melbourne University Press. 1960.
- Perception and the Physical World. Routledge & Kegan Paul. 1961. ISBN 978-0-7100-3603-2.
- Bodily Sensations. Routledge & Kegan Paul. 1962.
- A Materialist Theory of the Mind. Routledge & Kegan Paul. 1968. ISBN 978-0-415-10031-1.
- Belief, Truth and Knowledge. Cambridge University Press. 1973. ISBN 978-0-521-08706-3.
- Universals and Scientific Realism. Cambridge University Press. 1978. ISBN 978-0-521-21741-5.
- The Nature of Mind and Other Essays. Cornell University Press. 1981. ISBN 978-0-8014-1353-7.
- What is a Law of Nature?. Cambridge University Press. 1983. ISBN 978-0-521-25343-7.
- A Combinatorial Theory of Possibility. Cambridge University Press. 1989. ISBN 978-0-521-37427-9.
- Universals: An Opinionated Introduction. Westview Press. 1989. ISBN 978-0-8133-0772-5.
- A World of States of Affairs. Cambridge University Press. 1997. ISBN 978-0-521-58064-9.
- The Mind-Body Problem: An Opinionated Introduction. Westview Press. 1999. ISBN 978-0-8133-9056-7.
- Truth and Truthmakers. Cambridge University Press. 2004. ISBN 978-0-521-83832-0.
- Sketch for a Systematic Metaphysics. Oxford University Press. 2010. ISBN 978-0-19-959061-2.

### Artículos seleccionados
- «Is Introspective Knowledge Incorrigible?». Philosophical Review 72 (4): 417-432. 1963.
- «Meaning and Communication». Philosophical Review 80 (4): 427-447. 1971.
- Alan Ker Stout, 1900–1983 12. 1984. pp. 106-109. ISBN 978-0-909897-07-9. Archivado desde el original el 22 de septiembre de 2015. Consultado el 4 de junio de 2012.
- Forrest, P.; Armstrong, D. M. (1984). «An Argument against David Lewis' Theory of Possible Worlds». Australasian Journal of Philosophy 62 (2): 164-168. doi:10.1080/00048408412341351.
- «Classes are States of Affairs». Mind 100 (2): 189-200. 1991. doi:10.1093/mind/C.398.189.
- Brogaard, B., ed. (2000). «Black Swans: The formative influences in Australian philosophy». Proceedings of the 23rd International Wittgenstein Symposium.

### Miscelánea
- Armstrong, D. M. (2001). «Interview».  En Jobling, Lee, ed. Matters of the Mind: Poems, Essays and Interviews in Honour of Leonie Kramer. University of Sydney. pp. 322-332. ISBN 978-1-86487-362-7.